# Frittage flash

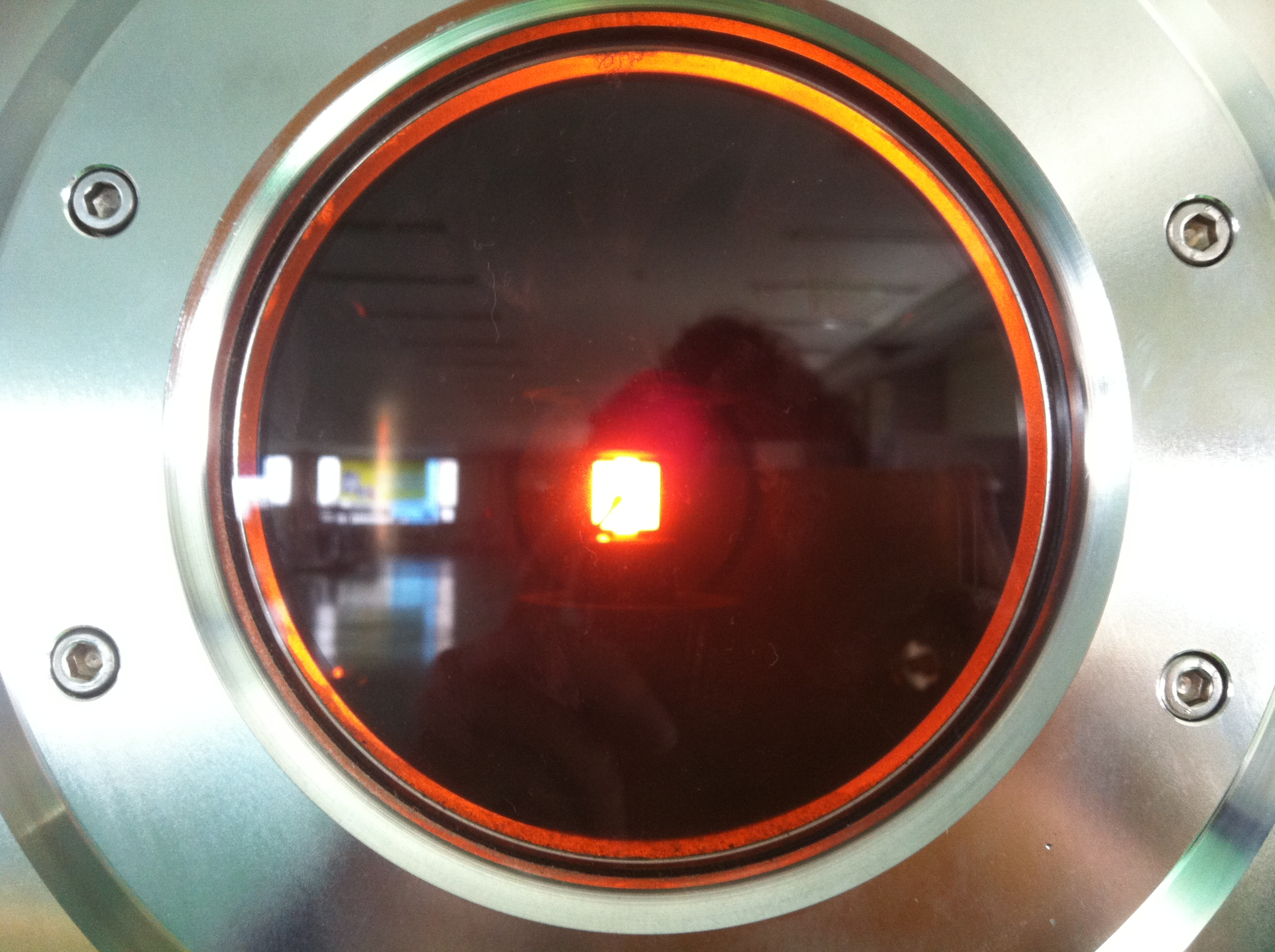
Un type de frittage qui implique à la fois la température et la pression.

Le frittage flash, ou spark plasma sintering (SPS), field assisted sintering technique (FAST) ou pulsed electric current sintering (PECS) en anglais, est une méthode de frittage apparentée au pressage à chaud mais utilisant l'effet joule pour chauffer la poudre précompactée dans un creuset cylindrique creux entre deux électrodes en graphite sous atmosphère inerte ou sous vide, l'ensemble étant soumis à une pression de plusieurs mégapascals sous l'action d'une presse hydraulique. Un courant continu ou alternatif de plusieurs kiloampères, pulsé ou non, est appliqué entre les électrodes avec une tension de quelques volts. Si la conductivité électrique de la poudre n'est pas sensiblement supérieure à celle du creuset qui la contient, un film isolant doit être présent entre la poudre et le creuset afin de canaliser le courant électrique dans la poudre uniquement.
La résistance électrique de la poudre a pour effet de la chauffer fortement au passage du courant par effet Joule, contrairement au pressage à chaud classique, dans lequel la poudre est chauffée par des éléments extérieurs. Ceci permet des vitesses de chauffage et de refroidissement très élevées (jusqu'à 1 000 K/min), ce qui réduit la durée totale du processus à quelques dizaines de minutes seulement. La rapidité du chauffage et du refroidissement a pour effet de limiter la croissance des grains (en) et donc de préserver la finesse de la microstructure du matériau, ce qui optimise les propriétés mécaniques — dureté, ténacité — du matériau, dont la densité dépasse 90 % de la valeur théorique après chauffage à une température inférieure à celle requise pour un pressage à chaud traditionnel.
Le frittage flash est une méthode efficace pour obtenir des céramiques ayant des propriétés améliorées du point de vue magnétique, magnétoélectrique, piézoélectrique, thermoélectrique, optique ou biomédical. Cette méthode est également employée pour fritter les nanotubes en carbone destinés au développement d'électrodes d'émission par effet de champ.